# Mîkilske, Dobrovelîcikivka
Mîkilske (în ucraineană Микільське) este un sat în comuna Cervona Poleana din raionul Dobrovelîcikivka, regiunea Kirovohrad, Ucraina.

## Demografie
Componența lingvistică a localității Mîkilske
     Ucraineană (96%)
     Rusă (4%)
Conform recensământului din 2001, majoritatea populației localității Mîkilske era vorbitoare de ucraineană (96%), existând în minoritate și vorbitori de rusă (4%).